# صاحب بالين (فلم)
ما أقدرش هو فيلم كوميدي مصري إنتاج 1946، تأليف وإخراج عباس كامل وبطولة بشارة واكيم، ميمي شكيب.

## فريق العمل
تأليف وإخراج: عباس كامل
إنتاج: ستوديو الأهرام
بطولة:
- بشارة واكيم
- ميمي شكيب
- محمود المليجي
- فردوس محمد
- محمود شكوكو
- إسماعيل ياسين
- سعاد مكاوي
- سناء سميح
- نيللي مظلوم
- حسن كامل

## روابط خارجية
- مقالات تستعمل روابط فنية بلا صلة مع ويكي بيانات